# آي. مايكل ليرنر
آي. مايكل ليرنر (بالإنجليزية: I. Michael Lerner)‏ هو عالم وراثة أمريكي، ولد في 14 مايو 1910 في هاربن في الصين، وتوفي في 12 يونيو 1977.